# Edward Blyth
Edward Blyth (Londra, 23 dicembre 1810 – 27 dicembre 1873) è stato un biologo, zoologo e ornitologo britannico.
Viene considerato il fondatore della zoologia dell'India.

## Biografia
Blyth nacque a Londra nel 1810, si laureò in Scienze Biologiche alla Cambridge University, nel 1834, con una tesi di zoologia. Nel 1841 si recò in India per diventare il curatore del museo della Società Reale Asiatica del Bengala. Si occupò di aggiornare i cataloghi del museo pubblicando un Catalogo degli uccelli della Società Asiatica nel 1849. Gli fu impossibile effettuare di persona le ricerche sul campo, ma ricevette e descrisse specie di uccelli da Hume, Tickell, Swinhoe ed altri. Rimase curatore fino al 1862 quando la malattia lo costrinse a tornare in Inghilterra. La sua Storia naturale delle gru venne pubblicata nel 1882. 
Il 13 dicembre 1846 divenne socio dell'Accademia delle scienze di Torino.

## Il ruolo di Blyth nello sviluppo della selezione naturale
Edward Blyth accettò il principio che le specie potevano modificarsi nel corso del tempo, e i suoi scritti ebbero una notevole influenza su Charles Darwin. Blyth scrisse tre importanti articoli sulla variazione, discutendo gli effetti della selezione artificiale e descrivendo il processo di selezione naturale come il riportare gli organismi selvatici al loro archetipo (piuttosto che formare nuove specie). Questi articoli vennero pubblicati su The Magazine of Natural History tra il 1835 e il 1837. Egli fu tra i primi a riconoscere l'importanza dello scritto di Wallace: "On the Law Which has Regulated the Introduction of Species" e lo portò all'attenzione di Darwin in una lettera scritta a Calcutta l'8 dicembre 1855: 
| Blyth è l'abbreviazione standard utilizzata per le specie animali descritte da Edward Blyth. Categoria:Taxa classificati da Edward Blyth |